# Аксиальный вектор

После инверсии два вектора меняют свой знак, однако их векторное произведение остаётся неизменным.

Аксиальный вектор, или псевдовектор, — величина, компоненты которой преобразуются как компоненты обычного (истинного) вектора при поворотах системы координат, но меняющие свой знак противоположно тому, как ведут себя компоненты вектора при любой инверсии (обращении знака) координат, меняющей ориентацию базиса (в трёхмерном пространстве с правой на левую или наоборот; таким преобразованием может быть, например, зеркальное отражение, в простейшем случае — зеркальное отражение одной координатной оси). То есть псевдовектор меняет направление на противоположное при сохранении абсолютной величины (домножается на «-1») при любой такой инверсии координатной системы.
Графически изображённый псевдовектор при таком изменении координат меняет направление на противоположное.
Для того чтобы подчеркнуть отличие настоящего вектора, координаты которого всегда преобразуются так же, как координаты вектора перемещения, настоящий вектор называют истинным, или полярным, вектором.
Простейшим примером аксиального вектора в трёхмерном пространстве является векторное произведение двух полярных векторов, например, в механике — момент импульса {\displaystyle \mathbf {L} =\mathbf {r} \times \mathbf {p} }, и момент силы {\displaystyle \mathbf {M} =\mathbf {r} \times \mathbf {F} }, в четырёхмерном пространстве — аксиальный ток.
В рамках внешней алгебры псевдовектор представлен (n-1)-вектором n-мерного пространства. Геометрически простой (n-1)-вектор представляет собой ориентированное подпространство, перпендикулярное некоторой оси. Таким образом в трёхмерном пространстве псевдовектором является бивектор, который можно в свою очередь представить как ориентированную плоскость.

## Основные сведения
При преобразовании координат координаты аксиального вектора получают домножением на дополнительный множитель (-1) по сравнению с преобразованием координат истинных (иначе называемых полярными) векторов, если базис меняет ориентацию (например, если базис подвергают зеркальному отражению). Таким образом, аксиальный вектор, как и псевдоскаляр, — это частные случаи псевдотензора. Графически изображённый псевдовектор при таком изменении координат меняет направление на противоположное.
- В геометрии наиболее употребительным применением псевдовектора может быть представление с его помощью трёхмерного бесконечно малого поворота. Вероятно(?), термин аксиальный вектор происходит именно отсюда, так как псевдовектор определяет ось поворота (её направление), но только с точностью до множителя (±1), с направлением же вращения связан условным произвольным с точки зрения математики выбором правого базиса.[2] В отличие от истинного (полярного) вектора, представляющего направленный отрезок (или параллельный перенос) вполне определённо и однозначно заданного точками начала и конца.
- В механике — в кинематике — в прямой связи с упомянутым выше представлением бесконечно малого поворота — наиболее часто встречающаяся псевдовекторная величина — вектор угловой скорости. Истинный вектор скорости получается из псевдовектора угловой скорости {\displaystyle \ \mathbf {\omega } \ } псевдовекторной операцией {\displaystyle \ \mathbf {\omega } \times \mathbf {r} \ }. В статике и динамике это прежде всего — упоминавшиеся выше момент силы и момент импульса.

Обычный путь порождения псевдовекторов это псевдовекторные операции, наиболее обычной, если не единственной из употребительных, в трёхмерном случае является векторное произведение (так как оно в обычной координатной записи включает псевдотензор Леви-Чивиты) и операции, содержащие векторное произведение (например, ротор и т. п.) или нечётное их количество. Псевдовекторная операция порождает из истинных векторов и скаляров псевдовекторы и псевдоскаляры.
Так, при умножении истинного вектора на истинный вектор — получается в скалярном произведении истинный скаляр, а в векторном произведении — псевдовектор.
При умножении истинного вектора на псевдовектор — получается в скалярном произведении псевдоскаляр, а в векторном произведении истинный вектор.
При перемножении двух псевдовекторов — получаются соответственно в скалярном произведении истинный скаляр, а в векторном произведении — псевдовектор.
В физических теориях, за исключением таких, в которых присутствует явное и в принципе наблюдаемое нарушение зеркальной симметрии пространства, псевдовекторы могут присутствовать в промежуточных величинах, но в конечных, наблюдаемых — множители (-1) при зеркальных отражениях координат должны уничтожаться, встречаясь в произведениях чётное количество раз (чётное количество псевдовекторных + псевдоскалярных + других псевдотензорных множителей).
- Например, в классической электродинамике индукция магнитного поля — псевдовектор, так как порождается псевдовекторной операцией, например {\displaystyle \ \mathbf {j} \times \mathbf {r} \ } в законе Био — Савара, но сама эта величина (псевдовектор) определена в принципе с точностью до условного множителя, который может быть выбран +1 или −1. Однако реально наблюдаемая величина — ускорение заряда под действием магнитного поля — при своём вычислении содержит ещё одну псевдовекторную операцию {\displaystyle \ \mathbf {v} \times \mathbf {B} \ } в выражении для силы Лоренца, дающую ещё один условный множитель ±1, равный первому, в ответе же произвол пропадает, так как произведение ±1·(±1) даёт просто 1.